# Lijst van rijksmonumenten in Amersfoort (gemeente)
De gemeente Amersfoort telt 464 inschrijvingen in het rijksmonumentenregister, hieronder een overzicht. 

## Amersfoort
De plaats Amersfoort telt 440 inschrijvingen in het rijksmonumentenregister. Zie Lijst van rijksmonumenten in Amersfoort (stad) voor een overzicht.

## Hoogland
De plaats Hoogland telt 24 inschrijvingen in het rijksmonumentenregister.
| Object                                                  | Oorspronkelijke functie?  | Bouwjaar                          | Architect | Locatie            | Coördinaten?                  | Nr.?   | Afbeelding                 |
| ------------------------------------------------------- | ------------------------- | --------------------------------- | --------- | ------------------ | ----------------------------- | ------ | -------------------------- |
| Hoogerhorst                                             | Boerderij                 | 17e eeuw, verbouwd begin 19e eeuw |           | Hoogerhorsterweg 1 | 52° 10' 45" NB, 5° 20' 59" OL | 14630  | Meer afbeeldingen          |
| Kapel van Coelhorst                                     | Kapel                     | Vermoedelijk 18e-eeuws            |           | Coelhorsterweg 35  | 52° 11' 1" NB, 5° 20' 52" OL  | 38592  | Meer afbeeldingen          |
| Grebbeliniedijk Amersfoort                              | Open verdedigingswerk     | 1745-1746                         |           | Liniedijk          | 52° 10' 20" NB, 5° 21' 41" OL | 528528 | Grebbeliniedijk Amersfoort |
| Coelhorsterkade                                         | Open verdedigingswerk     | 1785                              |           | Droevendaalsesteeg | 52° 10' 43" NB, 5° 21' 14" OL | 528529 | Upload foto                |
| Betonnen tankversperring op de Coelhorsterkade          | Versperring               | 1939-1940                         |           |                    | 52° 10' 43" NB, 5° 21' 14" OL | 528531 | Upload foto                |
| S3 kazemat E14                                          | Kazemat                   | 1939-1940                         |           | Liniedijk          | 52° 11' 1" NB, 5° 20' 3" OL   | 528532 | S3 kazemat E14             |
| Kazemat E13                                             | Kazemat                   | 1939-1940                         |           | Liniedijk          | 52° 10' 57" NB, 5° 20' 17" OL | 528533 | Kazemat E13                |
| Kazemat E12                                             | Kazemat                   | 1939-1940                         |           | Liniedijk          | 52° 10' 45" NB, 5° 20' 27" OL | 528534 | Kazemat E12                |
| Kazemat E11                                             | Kazemat                   | 1939-1940                         |           | Liniedijk          | 52° 10' 41" NB, 5° 20' 32" OL | 528535 | Kazemat E11                |
| Kazemat E10                                             | Kazemat                   | 1939-1940                         |           | Liniedijk          | 52° 10' 39" NB, 5° 20' 38" OL | 528536 | Kazemat E10                |
| Kazemat E09                                             | Kazemat                   | 1939-1940                         |           | Liniedijk          | 52° 10' 37" NB, 5° 20' 45" OL | 528537 | Kazemat E09                |
| Kazemat E08                                             | Kazemat                   | 1939-1940                         |           | Liniedijk          | 52° 10' 34" NB, 5° 20' 55" OL | 528538 | Kazemat E08                |
| Kazemat E07                                             | Kazemat                   | 1939-1940                         |           | Liniedijk          | 52° 10' 32" NB, 5° 21' 9" OL  | 528539 | Kazemat E07                |
| Kazemat E06                                             | Kazemat                   | 1939-1940                         |           | Liniedijk          | 52° 10' 28" NB, 5° 21' 20" OL | 528540 | Kazemat E06                |
| Kazemat E05                                             | Kazemat                   | 1939-1940                         |           | Liniedijk          | 52° 10' 26" NB, 5° 21' 25" OL | 528541 | Kazemat E05                |
| Kazemat E04                                             | Kazemat                   | 1939-1940                         |           | Liniedijk          | 52° 10' 23" NB, 5° 21' 32" OL | 528542 | Kazemat E04                |
| Kazemat E03                                             | Kazemat                   | 1939-1940                         |           | Liniedijk          | 52° 10' 20" NB, 5° 21' 41" OL | 528543 | Kazemat E03                |
| Kazemat E02                                             | Kazemat                   | 1939-1940                         |           | Liniedijk          | 52° 10' 15" NB, 5° 21' 52" OL | 528544 | Kazemat E02                |
| Werk bij Krachtwijk                                     | Fort, vesting en -onderdl | 1799                              |           | Hoogerhorsterweg   | 52° 11' 11" NB, 5° 19' 49" OL | 528550 | Meer afbeeldingen          |
| Vuijdijk ook genoemd Hoogerhorsterweg                   | Open verdedigingswerk     | 1785                              |           | Hoogerhorsterweg   | 52° 11' 17" NB, 5° 19' 59" OL | 528551 | Meer afbeeldingen          |
| Grebbeliniedijk ten noorden van het Werk bij Krachtwijk | Open verdedigingswerk     | 1745-1746                         |           | Krachtwijkerweg    | 52° 11' 17" NB, 5° 19' 35" OL | 528552 | Upload foto                |
| Kazemat E16                                             | Kazemat                   | 1939-1940                         |           | Hoogerhorsterweg   | 52° 11' 14" NB, 5° 19' 47" OL | 528553 | Meer afbeeldingen          |
| Kazemat E15                                             | Kazemat                   | 1939-1940                         |           | Hoogerhorsterweg   | 52° 11' 9" NB, 5° 19' 53" OL  | 528554 | Meer afbeeldingen          |
| Kazemat E17                                             | Kazemat                   | 1939-1940                         |           | Krachtwijkerweg    | 52° 11' 20" NB, 5° 19' 32" OL | 528555 | Upload foto                |

Amersfoort ·
Baarn ·
Bunnik ·
Bunschoten ·
De Bilt ·
De Ronde Venen ·
Eemnes ·
Houten ·
IJsselstein ·
Leusden ·
Lopik ·
Montfoort ·
Nieuwegein ·
Oudewater ·
Renswoude ·
Rhenen ·
Soest ·
Stichtse Vecht ·
Utrecht ·
Utrechtse Heuvelrug ·
Veenendaal ·
Vijfheerenlanden ·
Wijk bij Duurstede ·
Woerden ·
Woudenberg ·
Zeist